# Geografija Latvije
Latvija leži na vzhodnih obalah Baltskega morja na nivoju severozahodnega dela vzdigajoče vzhodnoevropske ploščadi, med Estonijo in Litvo. Približno 98 % države leži pod 200 m nadmorske višine. Z izjemo obalnih nižin je ledena doba Latvijo razdelila na tri glavne regije: morensko zahodno in vzhodno višavje ter srednjo nižavje. Latvija ima več kot 12.000 rek, od katerih je le 17 daljših od 100 km in več kot 3000 majhnih jezer, od katerih je večina evtrofičnih. Med glavne reke spadajo Zahodna Dvina (Daugava), Lielupe, Gauja, Venta (s pritokom Abava) in Salaca. Gozdovi pokrivajo približno 52 %  države (bor – 34 %, smreka – 18 %, breza – 30 %) . Razen šote, dolomita in apnenca so naravni viri maloštevilni. Latvija ima 531 km peščene obale, pristanišča Liepāja in Ventspils pa zagotavljata pomembni pristanišči s toplo vodo za baltsko obalo.
Latvija je majhna država, saj njeno ozemlje meri le 64.559 km2, vendar je večja od mnogih drugih evropskih držav (Albanija, Belgija, Bosna in Hercegovina, Hrvaška, Ciper, Danska, Estonija, Luksemburg, Severna Makedonija, Malta, Črna gora, Nizozemska, Slovaška, Slovenija ali Švica), po številu prebivalcev (okoli 2 milijona) pa prekaša samo Estonijo, Ciper, Malto, Luksemburg in Črno Goro ter je primerljiva s Slovenijo in Severno Makedonijo. Njena strateška lega je sprožila številne vojne med rivalskimi silami na njenem ozemlju. Še leta 1944 je ZSSR Rusiji podelila regijo Abrene, kar je Latvija po razpadu Sovjetske zveze izpodbijala.

## Fizično okolje
Latvija obsega 64.589 kvadratnih kilometrov in je podaljšek vzhodnoevropske nižine. Njen raven teren se malo razlikuje od okoliških sosedov. Edina ločnica Latvije je obala Baltskega morja, ki se razprostira na 531 kilometrih. Njeni sosedje so Litva na jugu (453 kilometrov skupne meje), Estonija na severu (267 kilometrov), Rusija na vzhodu (217 kilometrov) in Belorusija na jugovzhodu (141 kilometrov). Pred drugo svetovno vojno je Latvija mejila na vzhodno Poljsko, vendar je bilo zaradi mejnih sprememb s strani Sovjetske zveze to ozemlje priključeno Belorusiji.

## Geografske značilnosti
Fiziografija Latvije in sosednjih področij se je v veliki meri oblikovala v kvartarnem obdobju in pleistocenski ledeni dobi, ko so tla in naplavine ledenikov potiskala v nabrežja in hribe. Razgibane ravnice pokrivajo 75 % ozemlja Latvije in zagotavljajo glavne površine za kmetovanje; 25 % ozemlja leži na višavju zmernih gričev. Približno 27 % celotnega ozemlja je obdelovalno, osrednja ravnina Zemgale južno od Rige je najbolj rodovitna in donosna. Tri glavna gričevnata območja, v provincah Kurlandija (litovsko Kurzeme) (zahodna Latvija), Vidzeme (osrednja Latvija, višavje Vidzeme in višavje Aluksne) in Latgale (vzhodna Latvija), zagotavljajo slikovit vzorec polj, prepletenih z gozdovi in številnimi jezeri in rekami. Na tem območju so obsežne ledeniške morene, prodnato-peščeni grebeni in ledeniški nanosi omejili dobičkonosnost kmetijstva z drobljenjem polj in predstavljanjem resnih erozijskih težav.
Približno 10 % latvijskega ozemlja sestavljajo šotišča, močvirja in mokrišča, od katerih so nekatera pokrita z gozdovi. Gozdovi so izjemna značilnost Latvije, saj predstavljajo 52 % ozemlja. V zadnjih 100 letih se je količina gozdnih ozemelj v Latviji podvojila in postopek še vedno traja. Gozdna ozemlja se naravno širijo, pa tudi zaradi namernega pogozdovanja neplodnih zemljišč in zemljišč, ki jih ni mogoče uporabiti za kmetijske namene. Več kot polovico gozdov sestavljata rdeči bor ali navadna smreka.
Skoraj vsi gozdovi v Latviji so javno dostopni, zato je ena najbolj razširjenih aktivnosti prebivalstva nabiranje borovnic, brusnic, gob in drugih bogastev naravnega okolja.
Latvijska zakonodaja o gozdarstvu je med najstrožjimi v Evropi, ki trdno ureja posek lesa. Gozdovi vsako leto proizvedejo 25 milijonov kubičnih metrov lesa, medtem ko se poseka le približno 12 - 13 milijonov kubičnih metrov, zato se količina zrelih in starih gozdov še naprej povečuje.
Latvija ima zaradi velike količine gozdnih virov dobro razvito lesnopredelovalno industrijo, zato sta les in lesni izdelki ena najpomembnejših izvoznih izdelkov v državi. Latvijska podjetja za predelavo lesa so pomembni akterji na številnih evropskih trgih.
Tradicionalni latvijski pristop h gozdarstvu s svojim majhnim sistemom jasno posekanih površin v kombinaciji z mrežo gozdnih ozemelj, na katerih je bil človeški vpliv majhen, pa tudi odtok ljudi iz podeželskih območij v urbana so olajšali nastanek edinstvene biološke raznolikost v gozdovih, v katerih živijo domače živali in ptice, ki so izumrle ali so zelo redke drugod po Evropi.
Glede na raziskavo Svetovnega sklada za prostoživeče živali (World Wildlife Fund - WWF) iz leta 1992 ima Latvija populacije črnih štorkelj, malega klinkača, vidre bobra, risa in volkov. Obstajajo tudi velike koncentracije jelenov (86.000: jelenjad in srne), divje svinje (32.000), losov (25.000) in rdeče lisice (13.000). Številni Latvijci danes izkoriščajo ta vir s ponudbo lokalnim in tujim kupcem.
Pestra in hitro spreminjajoča se fiziografija ledeniških moren in nižavja je prav tako omogočila zmerno rastlinje, na primer hrastu, rasti nekaj sto metrov severneje, kot sta barjanski munec in barjanska robida. Ta raznolikost in hitre spremembe naravnih ekosistemov spadajo med edinstvene značilnosti republike.
Sovjetski sistem je pustil za seboj še en nepričakovan dobitek za naravoslovce. Latvijska zahodna morska obala je bila skrbno varovano obmejno območje. Skoraj vse hiše v bližini morja so bile porušene ali evakuirane. Posledično približno 300 kilometrov nerazvite morske obale krasijo samo gozdovi borovcev in smreke ter ekološko edinstvene peščene sipine. Vendar skušnjava za hiter dobiček lahko spodbudi kršenje zakonov, ki jasno prepovedujejo vsako gradnjo en kilometer od morja. To bi lahko privedlo do tega, da ena zadnjih preostalih divjih obrežij v Evropi ne obstaja.
V sovjetski dobi je bila glavna turistična točka ob morju ob naseljenih središčih okoli Rige. Jūrmala je s številnimi centri dobrega počutja in turističnimi prenočišči, visokimi borovci, peščenimi plažami in antično arhitekturo še vedno privlačna destinacija za zahodne in vzhodne turiste.
Latvija ima bogato mrežo rek, ki prispeva k vizualni lepoti in gospodarstvu države. Največja reka je Daugava, ki je bila pomembna pot že več tisoč let. Za trgovino, vojne in osvajanja so jo uporabljala lokalna plemena, pa tudi Vikingi, Rusi in drugi Evropejci. Daugava (ali zahodna Dvina v zgornjem toku) s skupno dolžino 1020 kilometrov izvira v hribih Valday v ruski Tverski oblasti, meandrira skozi severno Belorusijo in se nato skozi Latvijo vije 352 km, preden se izlije v Riški zaliv. Široka je približno 200 metrov, ko vstopi v Latvijo, pri Rigi se poveča na med 650 in 750 metrov, na ustju pa na 1,5 kilometra.
Reka ima povprečni letni pretok 21 kubičnih kilometrov. Njen skupni spust v Latviji je 28 metrov in je postal privlačen vir proizvodnje hidroelektrarn. Prva hidroelektrarna - hidroelektrarna Ķegums - je bila zgrajena v času neodvisnosti Latvije. Drugi jez - hidroelektrarna Pļaviņas, je leta 1958 vzbudil nenavaden protestni val. Večina Latvijcev je nasprotovala poplavi zgodovinskih znamenitosti in posebno slikovite soteske z redkimi rastlinami in naravnimi danostmi, kot je pečina Staburags, ki je bila kulturno pomembna kot Lorelaj v Nemčiji. Gradnja jezu je bila potrjena leta 1959, po čiščenju razmeroma liberalnih in nacionalno usmerjenih voditeljev pod Eduardom Berklavsom in njihovi zamenjavi s strani Moskve usmerjenih ideološko konservativnih kadrov pod vodstvom Arvida Pelšeja. Tretji jez - Riška hidroelektrarna - tik nad Rigo, ni nagovoril veliko protestov zaradi navidezne brezupnosti. Predlagani četrti jez pri mestecu Daugavpils na reki Daugavi je na stotine tisoč Latvijcev postalo stičišče protestov v letih 1986–87. Ta jez ni bil zgrajen kljub velikim izdatkom, ki so že bili vloženi v projekt.
Manjše reke so Lielupe v osrednji Latviji s povprečnim letnim pretokom 3,6 kubičnih kilometrov; Venta na zahodu z 2,9 kubičnih kilometrov; Gauja na severovzhodu z 2,5 kubičnimi kilometri in Aiviekste na vzhodu z 2,1 kubičnih kilometrov. Njihove vode omogočajo zelo malo hidroelektrarn, čeprav načrtovalci zdaj razmišljajo o ponovnem aktiviranju nekaterih zapuščenih starejših jezov in turbin. Gauja je ena izmed najatraktivnejših, relativno čistih rek Latvije, ki ima ob obeh svojih bregovih tudi velik Gaujski narodni park. Hladne vode privlačijo postrvi in losose, peščenjak in klifi pa so vedno bolj magnet za turiste, ki jih zanima okolje.
Več kot 60 % letne količine šestih največjih rek Latvije prihaja iz sosednjih držav, predvsem iz Belorusije in Litve. Ti sosednji viri ustvarjajo očitne potrebe po sodelovanju, zlasti pri nadzoru onesnaževanja. Nevarnosti zaradi pomanjkljivega sodelovanja so Latvijci dobili novembra 1990, ko je polimerni kompleks v Navapolatsku v Belorusiji pomotoma izlil 128 ton cianidnih derivatov v reko Daugava brez opozorila nadaljnjim uporabnikom v Latviji. Le prisotnost številnih mrtvih rib je latvijske prebivalce opozorila na nevarnost.

## Podnebje
Poleti je dnevna svetloba dolga, pozimi pa kratka. Decembra je ob 9:00 dopoldne še vedno temno in dnevna svetloba izgine pred 4. uro popoldne. Podnebje je ublaženo z Zalivskim tokom, ki teče čez Atlantski ocean iz Mehike. Povprečne temperature pozimi so zmerno blage, od januarja od –2,8 ° C v Liepāji na zahodni obali do −6,6 ° C v jugovzhodnem mestu Daugavpils. Julijske temperature se gibljejo od 16,7 ° C v Liepāji do 17,6 ° C v Daugavpilsu. Bližina morja prinaša visoke ravni vlažnosti in padavin, povprečna letna količina padavin v Rigi znaša 633 milimetrov. Tam je povprečno 180 dni na leto s padavinami, 44 dni je megla, le 27 dni je sončnih. Snežna odeja traja 28 dni, obdobje brez zmrzali pa traja 177 dni .
Veliko padavin povzroča številne težave. Velik del kmetijskih zemljišč zahteva odvodnjavanje. Veliko denarja je bilo porabljenega za projekte sanacije zemljišč, ki vključujejo postavitev drenažnih cevi, ravnanje in poglabljanje naravnih vodotokov, kopanje drenažnih jarkov in gradnjo starejših jezov. V 1960-ih in 1970-ih so dela za odvodnjavanje prevzela približno tretjino vseh kmetijskih naložb v Latviji. Čeprav je Latvija predstavljala le tretjino 1 % ozemlja, je bila v nekdanji Sovjetski zvezi odgovorna za 11 % vseh umetno izsušenih zemljišč.
Dodatna težava, povezana s padavinami, je težava zgodnje mehanske setve in obiranja zaradi preobremenjenih polj. Pojavijo se močne padavine, zlasti v času žetve v avgustu in septembru, kar zahteva velike naložbene izdatke v sušilne strukture in prezračevalne sisteme. Leta 1992 je Latvija doživela najbolj suho poletje v zapisani vremenski zgodovini, vendar je nenavadno močno deževje v prejšnjo pomlad ohranilo škodo na pridelkih pod pričakovanjem. Vlažno podnebje je glavni dejavnik, ki usmerja latvijsko kmetijstvo v živinorejo in mleko. Celo večino poljskih pridelkov, kot so ječmen, oves in krompir, gojijo za krmo živali. 

## Naravni viri
Latvija nima dragocenih naravnih virov. Kljub temu pa je bogata z materiali, kot je apnenec za cement (6 milijard kubičnih metrov), mavec (165 milijonov kubičnih metrov), visokokakovostna glina (375 milijonov kubičnih metrov), dolomit (615 milijonov kubičnih metrov), šota (480 milijonov ton) in gradbeni materiali, vključno z gramozom in peskom, zadovoljujejo lokalne potrebe. Ribe iz Baltskega morja so še en potencialni izvozni vir. Jantar, milijone let stari koščki okamnele borove smole, pogosto najdemo na plažah Baltskega morja in je po nakitu veliko povpraševanje. Prav tako je simbolično vplival na državo, ki jo pogosto imenujejo Dzintarzeme ali Amberland. Prihodnost bo morda prinesla koristne vire, če bodo v teritorialnih vodah Latvije, kot so napovedali nekateri geologi, odkrita naftna polja. Latvija ima ekskluzivno gospodarsko cono 28.452 km².

## Območje in meje
Območje: 
- skupaj: 64.589 km²
- kopno: 62.249 km²
- vode: 2340 km²

Meje: 
- skupaj: 1382 km
- meje držav: Belorusija 171 km, Estonija 343 km, Litva 576 km, Rusija 292 km

Obala:  498 km 
Pomorske zahteve: 
- teritorialno morje: 12 nmi (22,2 km)
- ekskluzivna ekonomska cona: 28.452 km² z 200 nmi (370,4 km)
- celinska polica: 200 m globine ali globino izkoriščanja

Ekstremne višine: 
- najnižja točka: Balsko morje 0 m
- najvišja točka: Gaizinkalns 312 m

Zemljepisna širina in dolžina
- Sever : (58°05′06″N 25°11′57″E / 58.085137°N 25.199203°E)
- Jug : (55°40′30″N 26°35′50″E / 55.674971°N 26.597213°E)
- Zahod : (56°21′14″N 20°58′13″E / 56.353933°N 20.970153°E)
- Vzhod : (56°16′37″N 28°14′28″E / 56.276911°N 28.241043°E)